# Lichtenštejnové

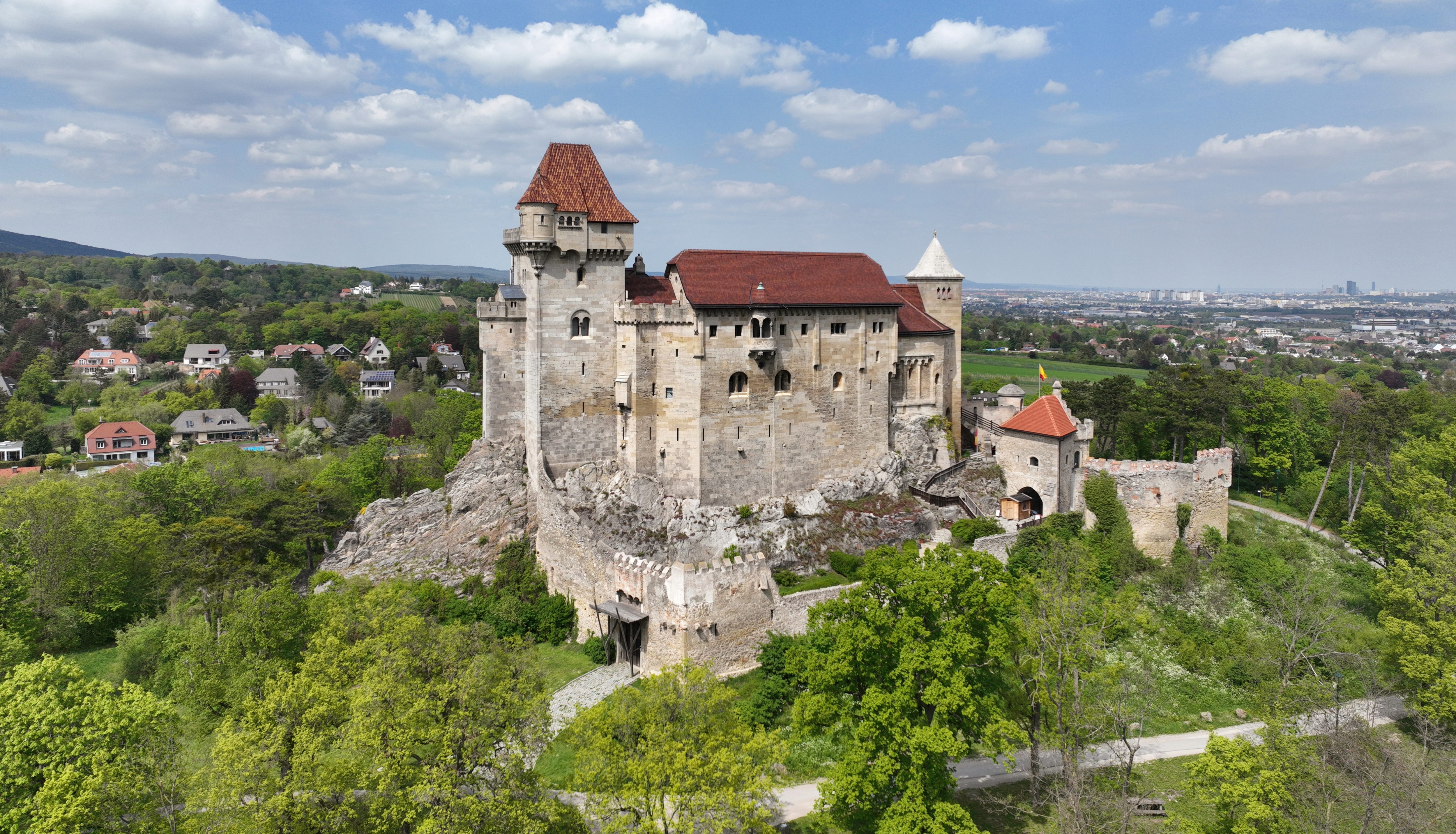
Hrad Liechtenstein poblíž Mödlingu v Dolním Rakousku

Vlajka Lichtenštejnska

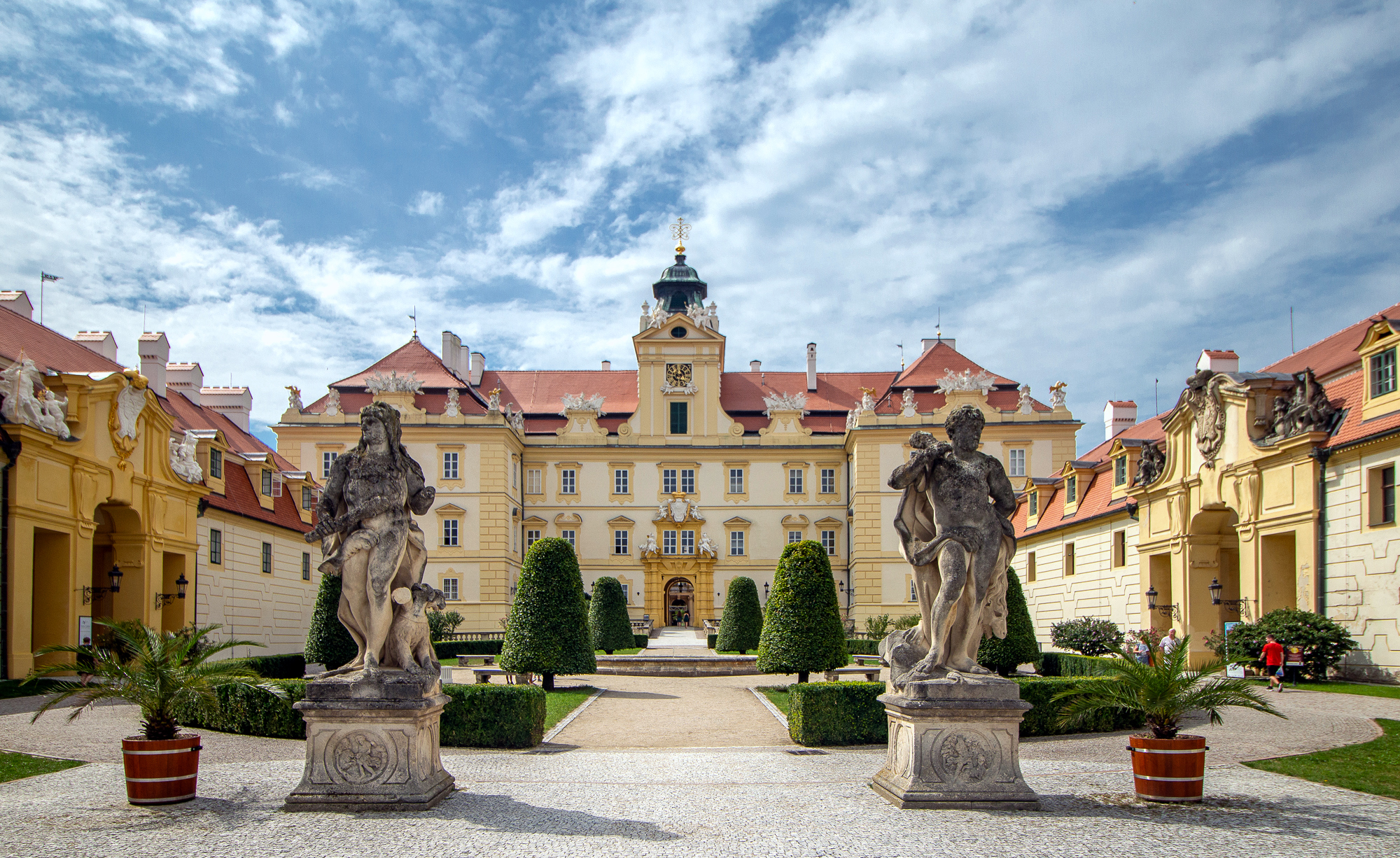
Zámek Valtice, hlavní sídlo rodiny Lichtenštejnů do roku 1945

Lichtenštejnové (či německy (von) Liechtenstein) je knížecí rod panující v Lichtenštejnsku a vlastnící další značný majetek zejména v Rakousku, dříve i na Moravě. Pochází původně ze štýrsko-dolnorakouského pomezí a patří mezi nejstarší šlechtické rodiny ve střední Evropě. Okolo roku 1136 byl poprvé zmíněn Hugo z Lichtenštejna jako nositel tohoto jména. Rodina dnes čítá přes stovku členů, z nichž jen část žije v Lichtenštejnském knížectví. Současným knížetem a hlavou rodu je Hans Adam II., podle časopisu Forbes je nejbohatším evropským panovníkem s odhadovaným majetkem 4,5 miliard dolarů. Lichtenštejnové vlastní v Rakousku asi 15 000 hektarů pozemků.

## Původ
Jméno se odvozuje od názvu hradu Liechtenstein v Dolních Rakousích, jižně od Vídně (nyní katastr obce Maria Enzensdorf). V okolí tohoto rodového hradu a na severovýchodní hranici Dolních Rakous měli první Lichtenštejnové pozemky.
Nepřetržitá linie předků Lichtenštejnů započala Jindřichem I. (zemřel roku 1265 nebo 1266), jenž od krále Přemysla Otakara II. za věrnost v boji získal v polovině 13. století panství okolo Mikulova na jižní Moravě jako svobodné vlastnictví. Získání tohoto panství mělo veliký politický význam, protože tím rodina získala rozsáhlý územní majetek na území Moravského markrabství, respektive (později) i dalších zemí Koruny české. Rod se trvale usadil na Moravě a ve Slezsku. Král Matyáš udělil Opavské knížectví roku 1613 lénem svému důvěrníkovi Karlovi I. z Lichtenštejna (1569–1627) a formálně je stvrdil jako součást Slezska. Tím založili Lichtenštejnové knížecí rod. (slezská orlice, erb panství Krnov a erb Opavska se stávají trvalou součástí lichtenštejnského rodového erbu). Rodový majetek na Moravě byl postupně rozšiřován a do roku 1945 zde Lichtenštejnové vlastnili rozsáhlé pozemky s centry v Lednici a Valticích. Až do roku 1620 nezastávali žádný zemský úřad.

## Dějiny rodu

### 13. až 16. století
Význam tohoto panství se měl projevit roku 1394, když Jan I. z Lichtenštejna, hofmistr, který téměř 30 let řídil vládní záležitosti habsburského vévody Albrechta III., se stal obětí mocensko-politických záměrů Habsburků a upadl v nemilost. Byl donucen, i se svou rodinou, vzdát se části rodinného majetku, a to především panství jižně od Dunaje. V následujících desetiletích rodina usilovala o upevnění dolnorakouského panství skrze znovunabytí, a také rozšiřovala zejména panství (dnes) jihomoravských Valtic.
Ve 13. století se rodina rozdělila na tři větve, lichtenštejnskou (Murau) zvanou také štýrskou, rohravskou a petronellskou. Obě poslední linie však v příštích generacích vymřely, čímž rodina přišla o mnoho hodnotného majetku. Další rozdělení se událo na počátku 16. století, když se smlouvou z roku 1504 vytvořily linie steyreggská, valtická a mikulovská. Z nich přežila pouze valtická. Tentokrát se však členové dobře promyšlenými rodovými zákony postarali o to, aby zbytečně nepřišli o majetek vymřelých linií, ale aby tyto přešly na pokračující větve.

## Významné osobnosti
Mezi významné členy rodu patřili:

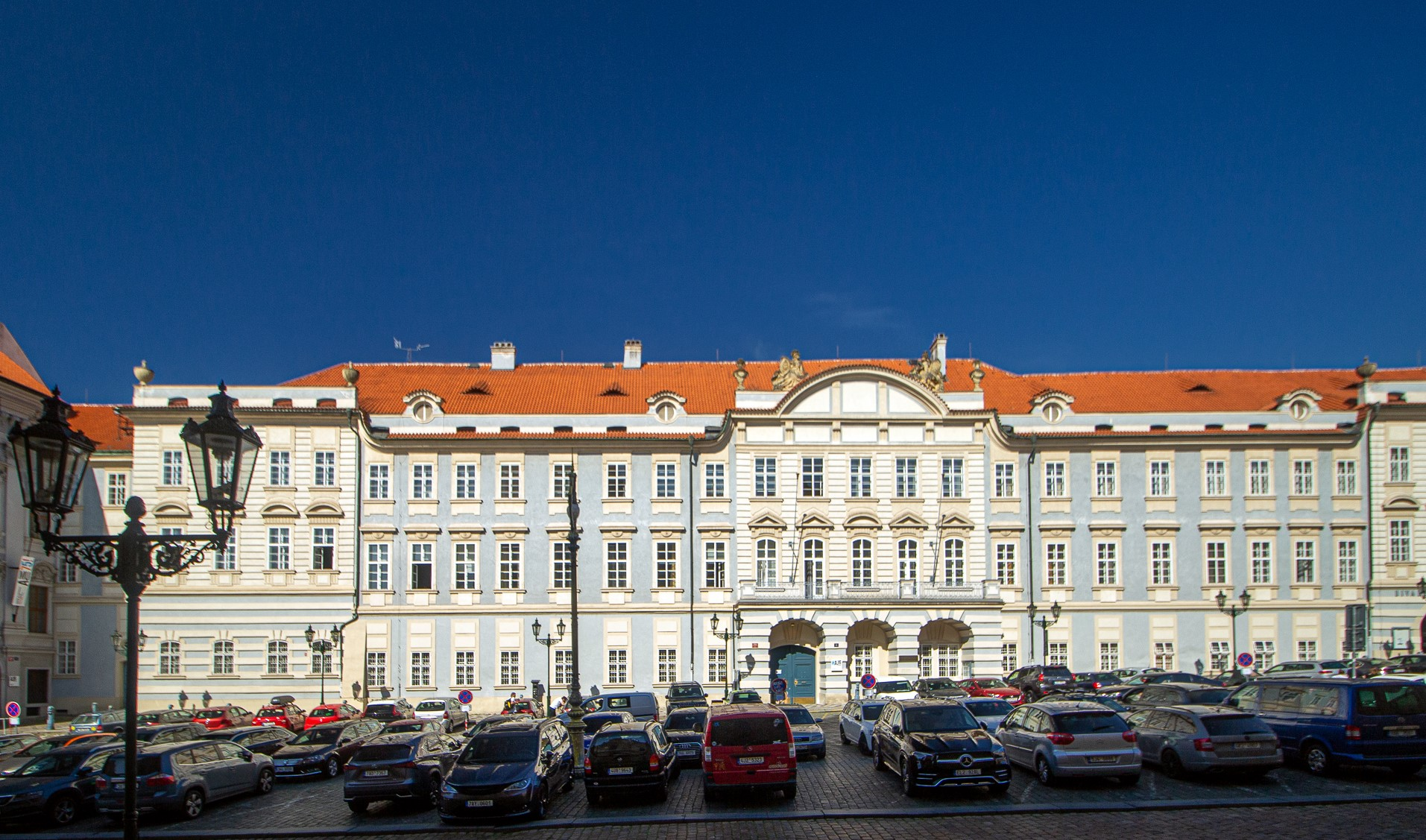
Lichtenštejnský palác (Malostranské náměstí) na pražském Malostranském náměstí (dnes budova HAMU)

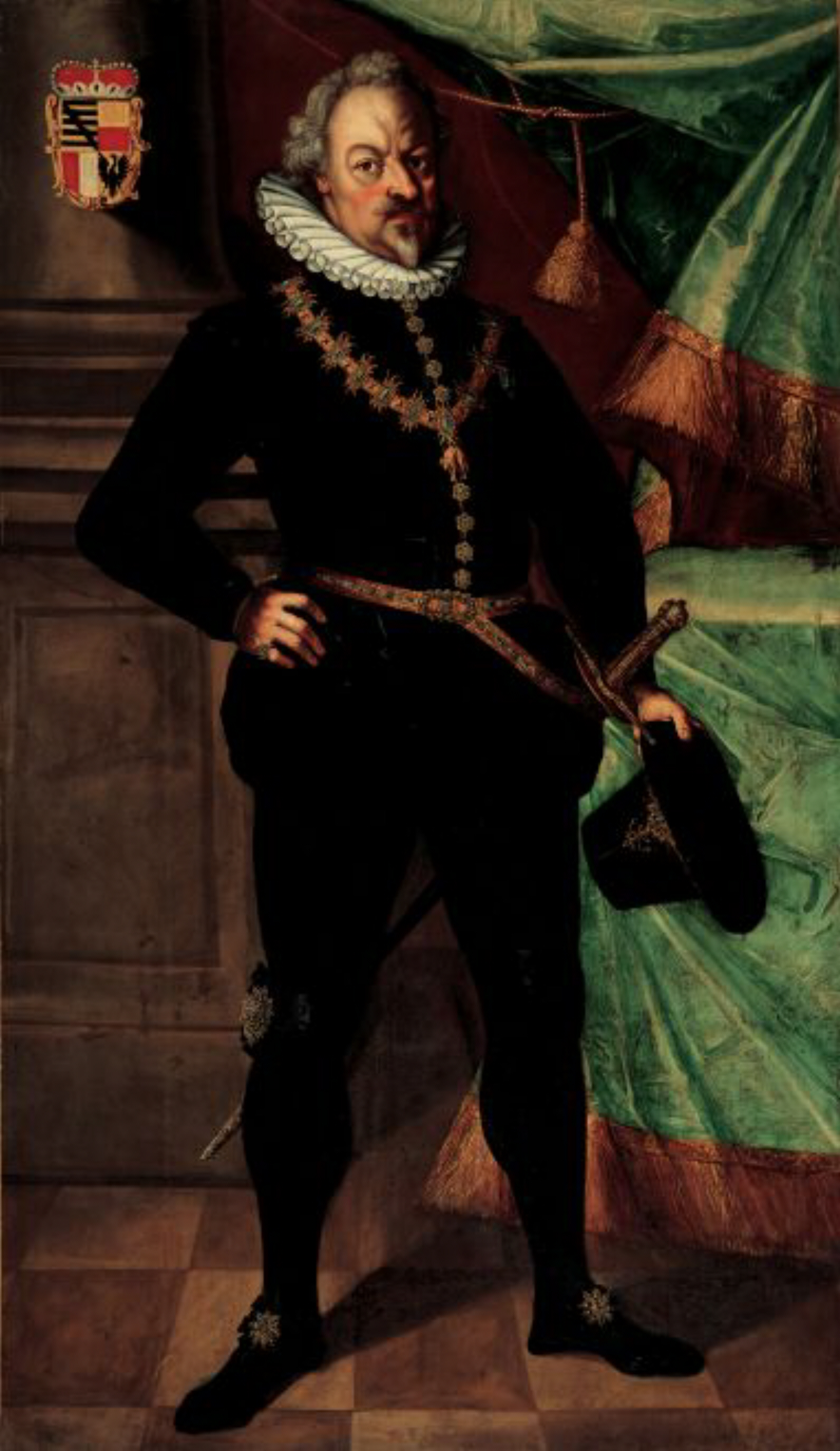
Karel I z Lichtenštejna, místodržící v Čechách

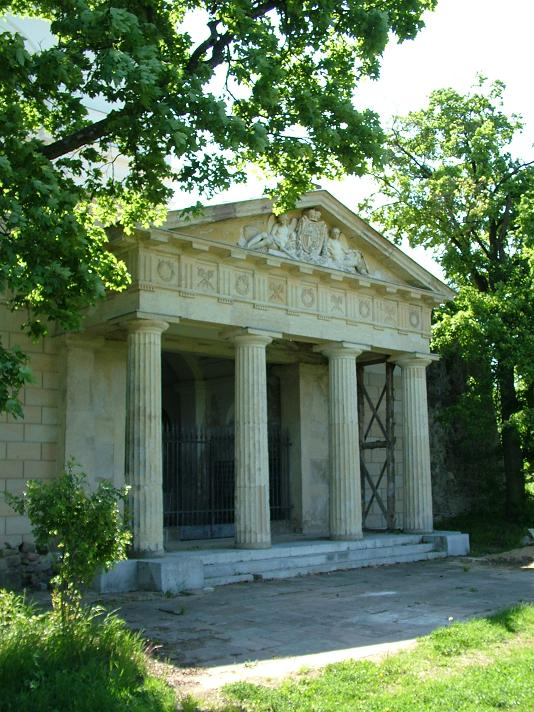
Rodová hrobka ve Vranově u Brna

- Kryštof (1446–1506), císařský rada, zemský maršálek v Dolních Rakousích
- Hartman II. (1544–1585), císařský rada, sběratel a mecenáš umění, pán na hradě Liechtensteinu, na Mikulově, Valticích, Lednici a Steyreggu.
- Karel (1569–1627), zakladatel mocenského a majetkového vzestupu rodu, 1608 povýšen na knížete, později získal majetek ve Slezsku a s ním spojené tituly opavského (1613) a krnovského (1622) vévody; rytíř Řádu zlatého rouna. Po porážce českého stavovského povstání trvale přesídlil do Prahy, kde měl ve funkci místodržitele Českého království rozsáhlé kompetence v postupu proti účastníkům povstání (Staroměstská exekuce). Díky sňatku byl spoludědicem majetku vymřelého rodu pánů z Boskovic, po bitvě na Bílé hoře významně rozšířil rodové statky na Moravě i v Čechách v procesu pobělohorských konfiskací
- Maxmilián (1578–1643), bratr předešlého, polní maršál, císařský nejvyšší štolba, vrchní velitel v Uhrách, díky sňatku spoludědic vymřelého rodu pánů z Boskovic, 1623 povýšen na knížete
- Gundakar (1580–1658), bratr předešlého, zemský hejtman v Dolních Rakousích, prezident dvorské komory, císařský nejvyšší hofmistr, 1623 povýšen na knížete
- Karel Eusebius (1611–1684), zemský hejtman ve Slezsku, mecenáš umění, amatérský architekt, 1627 dědic knížecího titulu
- Hartman III. z Lichtenštejna (1613–1686), kníže 1658, majitel panství Moravský Krumlov a Uherský Ostroh
- Maxmilián II. Jakub z Lichtenštejna (1641–1709), kníže 1686, majitel panství Moravský Krumlov a Uherský Ostroh, mecenáš, syn Hartmana III.
- Antonín Florián (1656–1721), velvyslanec v Římě, císařský nejvyšší hofmistr, rytíř Řádu zlatého rouna, 1719 první vládnoucí kníže v Lichtenštejnsku, syn Hartmana III.
- Jan Adam Ondřej (1662–1712), císařský tajný rada, rytíř Řádu zlatého rouna, 1684 dědic knížecího titulu
- Filip Erasmus (1664–1704), polní podmaršál císařské armády, padl v Itálii za války o španělské dědictví, syn Hartmana III.
- Hartman Jan Josef (1666–1728), císařský nejvyšší lovčí, syn Hartmana III.
- Josef Jan Adam (1690–1732), císařský tajný rada, rytíř Řádu zlatého rouna, vládnoucí kníže v Lichtenštejnsku 1721–1732
- Marie Terezie Savojská, rozená z Lichtenštejna (1694–1772), dcera Jana Adama Ondřeje, majitelka panství Kostelec nad Černými lesy, Uhříněves, Kounice, Rataje nad Sázavou, patronka umění, aktivní v charitě, zakladatelka Savojské rytířské akademie a Savojského ústavu šlechtičen
- Josef Václav (1696–1772), syn Filipa Erasma, polní maršál, reformátor dělostřelectva císařské armády, vyslanec v Prusku, velvyslanec ve Francii, rytíř Řádu zlatého rouna, vládnoucí kníže v Lichtenštejnsku 1748–1772
- Emanuel Jan Josef (1700–1771), bratr předešlého, nejvyšší hofmistr císařovny Amálie Vilemíny, rytíř Řádu zlatého rouna
- Jan Nepomuk Karel (1724–1748), syn Josefa Jana Adama, vládnoucí kníže v Lichtenštejnsku 1732–1748
- František Josef I. (1726–1781), syn Emanuela, císařský tajný rada, diplomat, rytíř Řádu zlatého rouna, vládnoucí kníže v Lichtenštejnsku 1772–1781
- Karel Boromeus (1730–1789), bratr předešlého, polní maršál, rytíř Řádu zlatého rouna, zakladatel sekundogenitury na Moravském Krumlově
- Marie Eleonora z Lichtenštejna, rozená Oettingenová (1745–1812), manželka Karla Boromea, osobnost osvícenství, důvěrnice Josefa II.
- Alois I. Josef (1759–1805), syn Františka Josefa I., rytíř Řádu zlatého rouna, iniciátor úprav Lednicko-valtického areálu, vládnoucí kníže v Lichtenštejnsku 1781–1805
- Jan Josef I. (1760–1836), bratr předešlého, polní maršál, diplomat a vojevůdce napoleonských válek, rytíř Řádu zlatého rouna, vládnoucí kníže v Lichtenštejnsku 1805–1836
- Josef Václav (1767–1842), syn Karla Boromea, c. k. generálmajor, vojevůdce napoleonských válek
- Mořic Josef Jan (1775–1819), bratr předešlého, c. k. polní podmaršál, vojevůdce napoleonských válek
- Alois Gonzaga (1780–1833), bratr předešlého, c. k. polní zbrojmistr, vojevůdce napoleonských válek, zemský velitel v Čechách, rytíř Řádu zlatého rouna
- Karel František (1790–1865), synovec předešlého, c. k. generál jezdectva, císařský nejvyšší hofmistr, dědičný člen rakouské panské sněmovny, rytíř Řádu zlatého rouna
- Alois II. Josef (1796–1858), syn Jana Josefa I., rytíř Řádu zlatého rouna, iniciátor novogotické přestavby zámku v Lednici, vládnoucí kníže v Lichtenštejnsku 1836–1858
- František de Paula (1802–1887), bratr předešlého, c. k. generál jezdectva, vrchní velitel v Uhrách, dědičný člen rakouské panské sněmovny
- Friedrich (1807–1885), bratr předešlého, c. k. generál jezdectva, vrchní velitel v Sedmihradsku a Uhrách, doživotní člen rakouské panské sněmovny
- Eduard František (1809–1864), bratr předešlého, c. k. polní podmaršál
- Karel Rudolf (1827–1899), syn Karla Františka, dědičný člen rakouské panské sněmovny, 1861 povýšen na knížete (jako člen moravskokrumlovské sekundogenitury)
- Rudolf (1840–1908), bratr předešlého, c. k. generál jezdectva, císařský nejvyšší štolba a nejvyšší hofmistr, rytíř Řádu zlatého rouna, poslední potomek sekundogenitury na Moravském Krumlově
- Jan II. (1840–1929), syn Aloise II. Josefa, dědičný člen rakouské panské sněmovny, rytíř Řádu zlatého rouna, vládnoucí kníže v Lichtenštejnsku 1858–1929
- Alfréd (1842–1907), syn Františka de Pauly, poslanec říšské rady a štýrského zemského sněmu, dědičný člen rakouské panské sněmovny, rytíř Řádu zlatého rouna
- Alois (1846–1920), bratr předešlého, poslanec rakouské říšské rady a štýrského zemského sněmu, zemský maršálek v Dolních Rakousích
- Jindřich (1853–1914), bratr předešlého, velkopřevor Řádu maltézských rytířů v Čechách, doživotní člen rakouské panské sněmovny
- František I. (1853–1938), bratr Jana II., rakousko-uherský velvyslanec v Rusku, rytíř Řádu zlatého rouna, vládnoucí kníže v Lichtenštejnsku 1929–1938
- František (1868–1929) syn Alfréda, majitel velkostatků ve Štýrsku, dědičný člen rakouské panské sněmovny
- Alois Maria (1869–1955), bratr předešlého, sňatkem spřízněn s rodem Habsburků, rytíř Řádu zlatého rouna
- Eduard Viktor (1872–1951), státní úředník, vyslanec Lichtenštejnského knížectví v Rakousku
- Jan (1873–1959), kapitán rakousko-uherského námořnictva, diplomat, rytíř Řádu zlatého rouna
- Elsa, rozená von Gutmann (1875–1947), manželka Františka I., pocházela z židovské podnikatelské rodiny Gutmannů, za první světové války aktivní v charitě
- František Josef II. (1906–1989), rytíř Řádu zlatého rouna, vládnoucí kníže v Lichtenštejnsku 1938–1989
- Georgina, rozená Wilczková (1921–1989), manželka Františka Josefa II., za druhé světové války aktivní v Mezinárodním červeném kříži
- Hans Adam II. (* 1945), vládnoucí kníže v Lichtenštejnsku od 1989
- Marie, rozená Kinská (1940–2021), manželka Hanse Adama II.
- Alois Filip z Lichtenštejna (* 1968), korunní princ, syn knížete Hanse Adama II.

## Majetek
Téměř polovinu svého majetku získali Lichtenštejnové během pobělohorských konfiskací v 17. století.
Ve druhé polovině 17. století spadala pod Lichtenštejny celá jedna pětina poddaných Moravského markrabství. V Čechách, na Moravě a ve Slezsku hospodařilo na lichtenštejnských panstvích celkem 1500 poddanských rodin. Ve smyslu počtu poddaných se hned za Lichtenštejny řadili Eggenbergové, tehdy nejbohatší magnáti v Čechách.
Lichtenštejnská knížata dodnes patří k nejbohatším evropským šlechtickým rodům, především díky bankovnímu podnikání. Do roku 1945 vlastnili rozsáhlé statky i v českých zemích (Kostelec nad Černými lesy, Kounice), především na Moravě (Adamov, Branná, Břeclav, Bučovice, Moravská Třebová, Moravský Krumlov, Lednice, Litovel, Plumlov, Valtice, Velké Losiny, Zábřeh na Moravě), ve Slezsku např. Krnov a známé paláce v Olomouci a dva paláce v Praze. Rodinná hrobka Lichtenštejnů se nachází ve Vranově u Brna při tamním poutním kostele Narození Panny Marie. Lichtenštejnská knížata také dosud užívají titul vévodů opavských a krnovských.

### Výčet lichtenštejnského územního vlastnictví kroku1914
- Lednice / Eisgrub na Moravě v roce 1249 získal Jindřich z Lichtenštejna darem o rozloze 2846 ha.
- Rabensburg / Ranšpurk v Dolních Rakousích v roce 1385 získal Jan I. z Lichtenštejna koupí o rozloze 6839 ha.
- Valtice (Valčice) / Feldsberg v Dolních Rakousích (dnes na Moravě) v roce 1395 získal Jan sňatkem o rozloze 5601 ha.
- Wilfersdorf v Dolních Rakousích v roce 1436 získal Kryštof z Lichtenštejna dědictvím o rozloze 1930 ha.
- Úsov / Aussee na Moravě v roce 1597 získal Karel I. z Lichtenštejna sňatkem o rozloze 7725 ha.
- Bučovice / Butschowitz na Moravě v roce 1597 získal Maxmilián z Lichtenštejna sňatkem o rozloze 14 310 ha.
- Plumlov / Plumenau na Moravě v roce 1602 získal Karel I. z Lichtenštejna koupí o rozloze 12 961 ha.
- Pozořice / Posoritz na Moravě v roce 1604 získal Maxmilián z Lichtenštejna sňatkem 14 695 ha.
- Opava / Troppau ve Slezsku v roce 1614 získal Karel I. z Lichtenštejna v léno 9621 ha.
- Krnov / Jägerndorf ve Slezsku v roce 1622 získal Karel I. z Lichtenštejna.
- Moravská Třebová / Mährisch Trübau na Moravě v roce 1622 získal Karel I. z Lichtenštejna o rozloze 6268 ha.
- Zábřeh / Hohenstadt na Moravě v roce 1622 získal Karel I. z Lichtenštejna darem o rozloze 6993 ha.
- Branná / Goldenstein na Moravě v roce 1622 získal Karel I. z Lichtenštejna darem o rozloze 9538 ha.
- Ruda nad Moravou / Eisenberg na Moravě v roce 1622 získal Karel I. z Lichtenštejna darem o rozloze 5451 ha.
- Uhříněves / Aurinowes v Čechách v roce 1622 získal Karel I. z Lichtenštejna koupí o rozloze 8219 ha.
- Lanškroun / Landskron v Čechách v roce 1622 získal Karel I. z Lichtenštejna koupí o rozloze 6195 ha.
- Uherský Ostroh / Ungarisch Ostra na Moravě v roce 1622 získal Karel I. z Lichtenštejna koupí o rozloze 7233 ha.
- Kostelec nad Černými lesy / Schwarzkosteletz v Čechách v roce 1623 získal Karel I. z Lichtenštejna koupí o rozloze 9775 ha.
- Břeclav / Lundenburg na Moravě v roce 1638 získal Karel Eusebius z Lichtenštejna koupí o rozloze 7177 ha.
- Rumburk / Rumburg v Čechách v roce 1681 získal Antonín Florián z Lichtenštejna koupí o rozloze 2564 ha.
- Šternberk / Sternberg na Moravě v roce 1695 získal Jan Adam I. z Lichtenštejna koupí o rozloze 9772 ha.
- Karlovec / Karlsberg na Moravě v roce 1699 získal Jan Adam I. z Lichtenštejna koupí o rozloze 4541 ha.
- Schellenberg v Lichtenštejnsku v roce 1699 získal Jan Adam I. z Lichtenštejna koupí.
- Judenau-Baumgarten v Dolních Rakousích v roce 1701 získal Jan Adam I. z Lichtenštejna o rozloze 1523 ha.
- Vaduz v Lichtenštejnsku v roce 1712 získal Jan Adam I. z Lichtenštejna koupí 189 ha.
- Kounice / Kaunitz v Čechách v roce 1760 získala Marie Terezie Savojská rozená z Lichtenštejna koupí o rozloze 2712 ha.
- Rataje / Rattay v Čechách v roce 1764 získala Marie Terezie Savojská koupí o rozloze 3687 ha.
- Radim / Radim v Čechách v roce 1783 získal Alois I. z Lichtenštejna koupí o rozloze 3292 ha.
- hrad Liechtenstein (Feste) – hrad v Dolních Rakousích v roce 1807 získal Jan I. z Lichtenštejna koupí o rozloze 1628 ha.
- Schottwien v Dolních Rakousích v roce 1824 získal Jan I. z Lichtenštejna koupí o rozloze 3460 ha.
- Fischhorn – hrad v Salcburku / Salcbursko v roce 1862 získala Žofie z Lichtenštejna dědictvím 4597 ha.

## Spory Lichtenštejnů o majetek na území České republiky
Majetek rodu Lichtenštejnů byl zčásti zabrán v rámci pozemkové reformy v období první československé republiky, už v roce 1921 se nacházelo u Jana II., knížete z Liechtenštejna v záboru:
- Moravská Třebová: Trnávka, Suchý Dvůr (Městečko Trnávka), Roztání, Umírázka (Unerázka, Bezděčí u Trnávky) a Útěchov;
- Bučovice: Kobeřice,[pozn. 1] Mouřínov, Nemochovice a Nemotice;
- Zábřeh: celé panství;

* Úsov: celé panství;
- Černý Kostelec: Komorec (dvůr u Barchovic),[4] Bohumil (dvůr a hájovna u Jevan) a Tismice;
- Lanškroun: Horní a Dolní Libchavy, Dlouhá Třebová, Parník a Dobrouč—Scheibe;
- Plumlov: Krumsín a Ptení;
- Křtiny: Pozořice, Kovalovice a Šumice;
- Uherský Ostroh: Hluk a Kunovice;[pozn. 1]
- Břeclav a Lanžhot: celý velkostatek;
- Šternberk: celý velkostatek;
- Kounice: Tejnice (Týnice), Mochov, Velké a Malé Nehvizdy, Černíky, Tlustovousy, Horoušany a Vyšerovice;
- Radim: Tatce a Třebovle-Broučkov;
- Rataje: Nový Dvůr (dvůr Rataje nad Sázavou) a Kozojedy (dvůr Rataje nad Sázavou);
- Uhříněves: Škvorec a Zděbrady (dvůr Zděbrady u Říčan);
- Rumburk: celé panství; Krnov: celé panství;[5]

- Hostim-Boskovštejn: celé panství, které po Rudolfu z Lichtenštejna v roce 1908 zdědil Ferdinand Trautmannsdorff, ale při zahájení pozemkové reformy v roce 1921 byl stále uváděn jako majitel Rudolf z Lichtenštejna.[5]

Dohoda o Liechtensteinských lesích - 50.000 ha stát, 50.000 Liechtenstein. Státní pozemkový úřad jednal již delší dobu s knížetem Liechtensteinem o dohodu v pozemkové reformě a nyní dohodu s ním uzavírá. Podle této dohody zůstalo by v majetku knížete z Liechtensteinu asi 50.000 hektarů lesní půdy. Stejnou výměru asi 50.0000 hektarů převzal by pozemkový úřad. Pokud jde o jednotlivé velkostatky Leichtensteinské, pozemkový úřad by převzal hlavně velkostatky na Moravě, a to Uherský Ostroh, Krumlov, Bučovice a Mor. Třebovou, všechny v plném rozsahu. V Čechách převzal by pozemkový úřad celý velkostatek Rataje. Ostatní Liechtensteinské lesní velkostatky v Čechách, Koloděje, Uhříněves a Černý Kostelec, zůstaly by knížeti Leichtensteinovi. O přidělení velkostatků, které převezme pozemkový úřad, bude rozhodnuto později, na velké části jich má však zájem stát.
Polední list, 22.01.1930

Po roce 1945 byl zkonfiskován veškerý lichtenštejnský majetek v Čechách i na Moravě pro příslušnost k německé národnosti, ačkoli se rod podle historika Petra Maška neangažoval pronacisticky, spíše naopak. Na druhé straně, panující lichtenštejnský kníže František Josef II. nabídl spolupráci Sudetoněmecké straně a profitoval ze spolupráce s německými okupačními úřady.
Ohledně záboru byl spor mezi knížetem Janem II. a Státním pozemkovým úřadem rozhodnut Nejvyšším soudem tak, že majetek liechtensteinský není vyjmut ze záboru. Soud odmítl námitky knížete, že jeho rodový majetek představuje součást suverénního knížectví Lichtenštejnského, a dodal, že i kdyby tomu tak bylo, přesto by se na tyto majetky záborový zákon vztahoval.
V roce 1946 Československo zkonfiskovalo lichtenštejnský majetek, který se nacházel na území Československa, na základě dekretu prezidenta republiky č. 12 ze dne 21. 6. 1945 o konfiskaci a urychleném rozdělení zemědělského majetku Němců, Maďarů, jakož i zrádců a nepřátel českého a slovenského národa. Stalo se tak i přes to, že v době druhé světové války rodina měla lichtenštejnskou státní příslušnost a Lichtenštejnské knížectví bylo neutrálním státem. Tehdejší kněžna Elsa byla navíc židovského původu. Možná je však soud považoval za kolaboranty (viz dva odstavce výše). Každopádně byla stížnost knížete 21. listopadu 1945 správním soudem v Bratislavě zamítnuta, při čemž soud souhlasil s názorem správního orgánu, že „je všeobecně známou skutečností, že kníže je »osobou německé národnosti« ve smyslu Dekretu č. 12.“
Konfiskační rozhodnutí se kníže Hans Adam II. pokusil napadnout před soudy Spolkové republiky Německo, avšak byl neúspěšný. Postup německých soudů schválil nakonec rozsudkem ze dne 12. července 2001 i Evropský soud pro lidská práva.
Spory s Českou republikou vedou Lichtenštejnové dodnes. Například v květnu 2023 zamítl Ústavní soud stížnost Lichtenštejnů týkající se pozemků na Kolínsku a v dubnu 2024 stížnost týkající se pozemků nacházejících se na okraji hlavního města Prahy.

## Nepříbuzní Lichtenštejnští jmenovci v rakouských a německých zemích
Tak jako jsou v celosvětové populaci běžné a časté shody příjmení zcela nepříbuzných rodin, týká se to i významných šlechtických rodů středověkého původu. Kromě nejúspěšnějších a dosud žijících knížat z Lichtenštejna (nazývajících se původně dle dolnorakouského hradu u Vídně), existovaly vedle sebe další šlechtické rody, zcela odlišných erbů i zemí původu, jmenující se podle svých sídel (jen shodou okolností) zvaných také Lichtenštejn. Jejich mnohé významné příslušníky proto nesmíme mylně rodově spojovat či zaměňovat, jak se často z neznalosti děje.
Vedle zde popisovaných dolnorakouských Lichtenštejnů (rodového erbu zlato-červeně děleného štítu) to byly především štýrští Lichtenštejnové (erbu kosmých břeven), píšících se podle hradu (dnes zámku) Nový Lichtenštejn a vymřelých na počátku 17. století. Z toho rodu pocházel i známý minesengr a básník Oldřich z Lichtenštejna (asi 1200–1275).
Dále pro naše dějiny velmi významný jihotyrolský hraběcí rod Lichtenštejnů z Kastelkornu (rodového erbu klínu), který přesídlil na Moravu a vymřel roku 1761. Jejich statky, příjmení "Lichtenstein" i erb vyženil moravský rod Podstatských z Prusinovic.
Z německých Frank a hradu Lichtenštejn pocházel další stejnojmenný rod Lichtenštejnů (erbu pilovitě čtvrceného štítu), který vymřel až v polovině 19. století.
A podle švábského hradu Starý Lichtenštejn se psal také jiný (stejnojmenný) německý šlechtický rod.

## Větve knížecího rodu Lichtenštejnů

### Ve Štýrsku

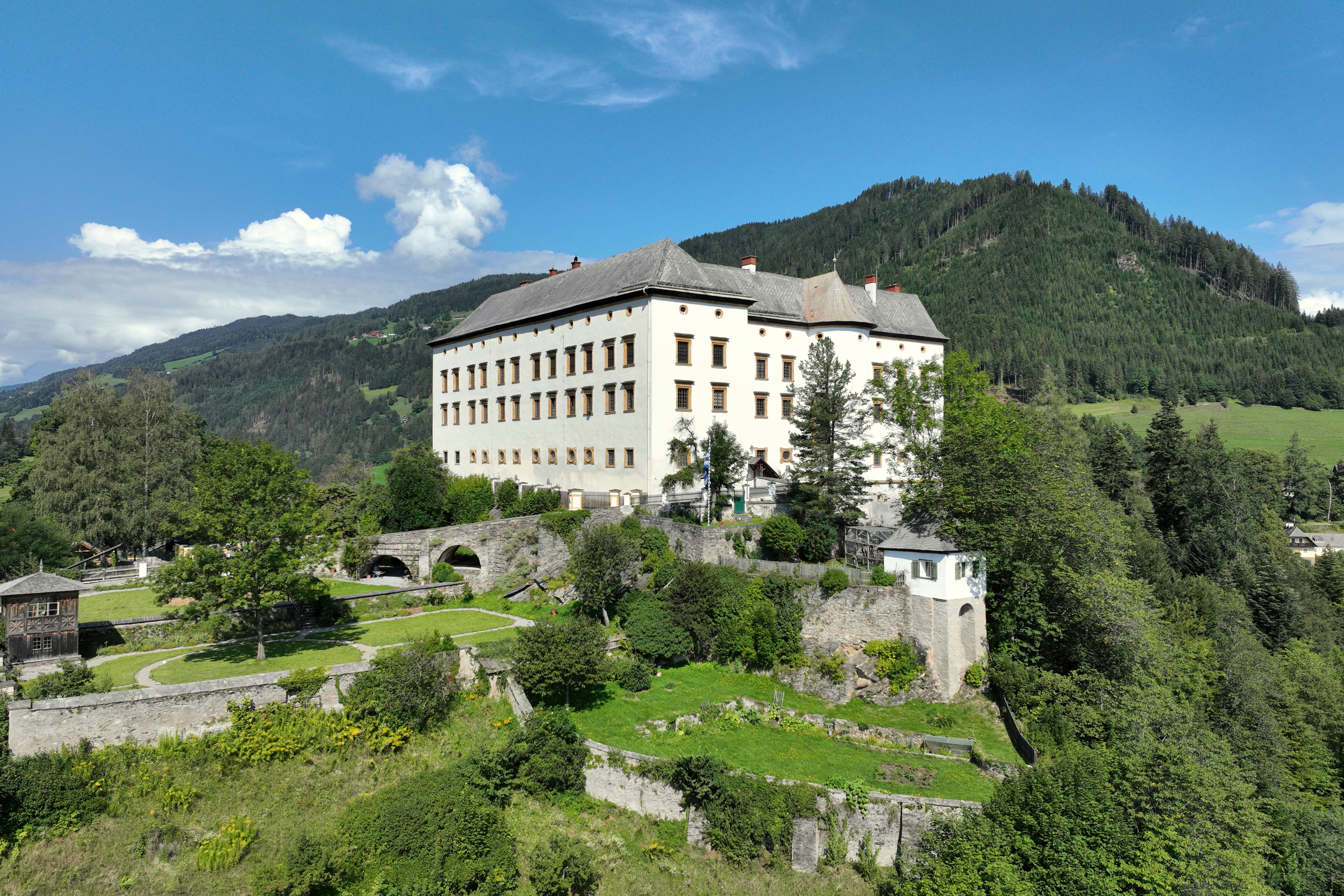
Zámek Murau

Hospodářské zázemí ve Štýrském vévodství tvořil zámek Nový Lichtenštejn,  vybudovaný ve středověku stejnojmenným štýrským rodem Lichtenštejnů (jiného erbu i původu, viz výše) a zakoupený až roku 1814 Janem I. Josefem knížetem z Lichtenštejna.

### Větev rodu Liechtenstein-Rohrau v Dolním Rakousku
- Dětřich z Lichtenštejna-Rohrau (1230–1258) a jeho syn
  - Dětřich z Lichtenštejna-Rohrau († 1277)

### Mikulovská větev na Moravě
- Jindřich I. z Lichtenštejna (1233–1265) - zakladatel samostatné větve rodu. Roku 1249 získal lénem hrad Mikulov s Drnholcem.

1. manželka Diemuth/Dyrnda
- Bedřich I. z Lichtenštejna († asi1310, manželka Anežka z Himpeku († po 1310

2. manželka Mechthilda !† po 1265, synové
- - Fridrich I. (1265–1278), manželka Anežka z Hirperka, jejich syn
    - Fridrich II. (1295–1305)

  - Hartneid I. (1266–1277)
- Liechtenstein z Liechtensteinu a Perchtoldsdorfu. V letech 1170/80 je uváděn jako vlastník Biedermannsdorfu šlechtic tohoto přídomku.[20]
  - Jindřich II. z Lichtenštejna (1265–1314)-vládce Lichtenštejnska a Mikulova, jeho manželka Petrissa/Petruše z Zelkingu († 1318
    - Hartneid II. z Liechtensteinu, Mikulova a Lednice (1301–1349/50), manželka Agnes/Anežka (von Heinzel ?) († 1353). Jindřichův vnuk Hartneid (1310–1349) rozšířil lichtensteinské panství na Moravě o Lednici a Děvičky.
      - Jindřich III. (*asi 1350)
        - Kryštof I. (1358–1413), manželka Barbora

      - Jindřich IV. (1350–1381)
      - Jiří I. (1350
      - Bartoloměj
      - Jan I. (1358–1398) z Liechtensteinu, Mikulova a Valtic, 1. manželka Anežka z Klingenbergu († před (1387), 2. manželka Kateřina z Pottendorfu, 3. manželka Alžběta z Puchheimu († 1408). Jan získal v Dolních Rakousích Mistelbach, Valtice/Feldsberg a Riegelsdorf.
        - Kateřina († 1397), manžel Reinprecht z Walsee († 1422)
- Albrecht von Saint Petronell (1234–1285), jeho potomci vymřeli již na počátku 14. století
  -     -       - Hartneid III. (1353/1358-1377), manželka Anna ze Šternberka
        - Matěj I. (1380–1399)
        - Jiří III. (1383–1419) – tridentský biskup a kardinál
        - Jan II. (1386–1412), manželka Anežka z Kuenringu
          - Jan IV. (1412–1427), Mikulov, Drnholec, Břeclav, manželka Hedvika z Pottendorfu
          - Oldřich (1412–1427)
          - Markéta

        - Jindřich V. (1386–1418), manželka Anna z Zelkingu
          - Kryštof II. (1418–1445), manželka Anna z Puchheimu
          - Jiří IV. (1418–1444), manželka Hedvika z Pottendorfu
            - Jan V. (1446–1475) // oba letopočty chybně - zemř. 1473, a těžko se narodil 1446, jestliže se ženil v roce 1449, viz Perchta z R //, manželka Perchta z Rožmberka "Bílá Paní" († 1476)

          - Jindřich VII. (1446–1485), zvaný "Kulhavý", manželka Anežka ze Starhembergu
            - Jiří VI. (1480–1548), manželka Mandaléna z Pollheimu
              - Anna, manžel Jan VI. z Lichtenštejna na Mikulově
              - Zuzana, manžel Jiří Hartman z Lichtenštejna na Valticích
              - Benigna, manžel Otto z Lichtenštejna
              - Marta, 1. manžel Jan Lomnický z Meziříčí, 2. manžel Dietmar z Losenu

            - Eliška († 1517), Manžel Jiří z Pottendorfu
            - Erazim (1483–1524)

          - Kryštof III. (1446–1506), manželka Amálie ze Starhembergu
            - Volfgang I. (1475–1525), manželka Jonoisib ze Schaumburgu
              - Jan VI. (1500–1552), 1. manželka Anna z Lichtenštejna, 2. manželka Ester z Ditrichštejna
                - Jiří VII. (1535–1579)
                - Volfgang II. (1536–1585)
                - Jan VII. († 1567)
                - Magdaléna, 1. manžel Albert z Kuenringu. 2. manžel Adam Wolf z Krajku
                - Jenovéfa, 1. manžel Jan z Boskovic, 2. manžel Jindřich z Donína
                - Hartman IX. z Lichtenštejna (1544–1585)

            - Linhart I. (1482–1534), manželka Kateřina z Boskovic
              - Linhart II. Kryštof IV. († 1558), 1. manželka Kateřina z Gutenštejna, 2. manželka Anna Gorocká

          - Jiří V. (1447–1484) – zakladatel větve valtické. manželka Anežka z Eckartsau
            - Hartman I. († 1540), 1. manželka Amálie z Hohenlohe, 2- manželka Jana z Mainberka
              - Jiří Hartman I. (1513–1562), 1. manželka Amálie z Hohenlohe, 2. manželka Jana z Neuburku
              - Jan Kryštof VI. Šebestián (1515–1543)
- Lichtenštejnové ze Steyreggu – vymřeli roku 1548
- Lichtenštejnové z Mikulova – vymřeli roku 1691
- Lichtenštejnové z Valtic – vládnoucí rod Lichtenštejnského knížectví

### Vládnoucí větev rodu

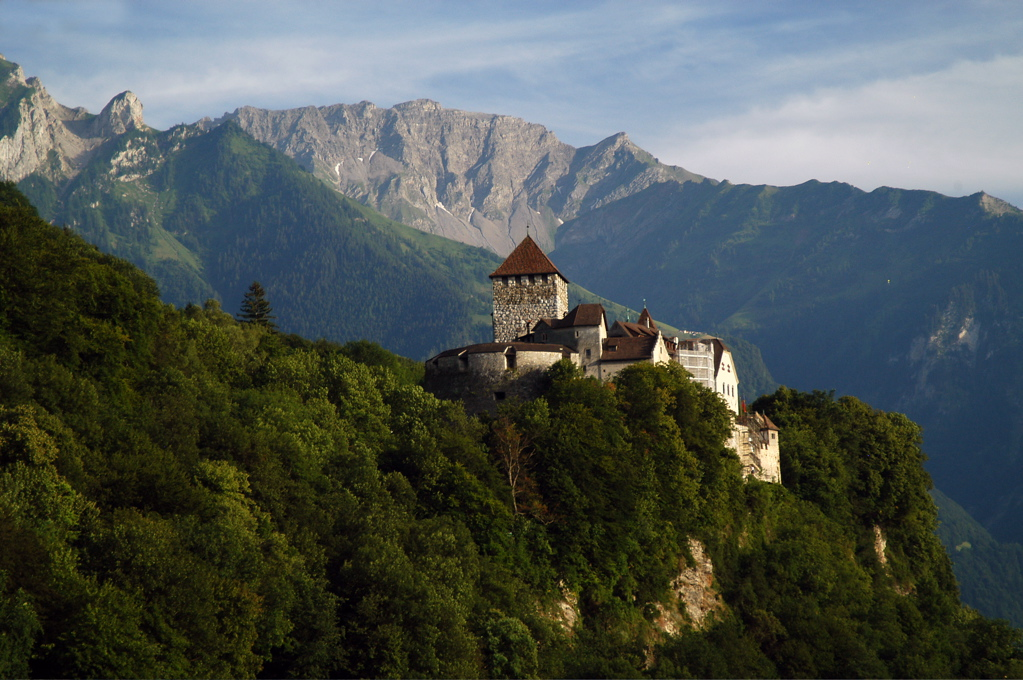
Zámek Vaduz, Lichtenštejnsko

Jiří V. († 1483), manželka Anežka z Krcova.
Hartman I. (asi 1475–1542), 1. manželka hraběnka Amálie z Hohenlohe, 2. manželka Johana z Mainburku.
Jiří Hartman I. (1513–1562), manželka Zuzana z Lichtenštejna na Mikulově.
Hartman II. z Lichtenštejna (1544–1585), manželka hraběnka Anna z Ortenburku, synové:
kníže Karel I. (30. července 1569–12. února 1627), syn Hartmana II. (1544–1585) manželka Maria Anna z Boskovic.
Maxmilián (1578–1643), syn Hartmana II. (1544–1585), manželka Kateřina z Boskovic.
Gundakar z Lichtenštejna (1580–1658), syn Hartmana (1544–1585), 1. manželka hraběnka Anežka Východofríská, 2. manželka Alžběta Lukrécie, vévodkyně slezská na Těšíně; syn Hartman (1613–1686).
kníže Karel Eusebius (11. dubna 1611–3./5. února 1684), syn Karla I. (1569–1627), manželka Johana Beatrix Ditrichštejnová.
Hartman (1613–1686), syn Gundakera (1580–1658), manželka Alžběta Sidonie, hraběnka ze Salmu a Reifferscheidtu, synové:
Filip Erasmus (1664–1704), syn Hartmana (1613–1686)
kníže Antonín Florian (28. května 1656–11. října 1721), syn Hartmana (1613–1686), manželka Eleonora Barbora, hraběnka z Thunu, syn:
kníže Jan (Hans) Adam I. (30. listopadu 1657–16. června 1712), manželka Erdmunda Marie Tereza z Ditrichštejna
kníže Josef Jan Adam (27. května 1690–17. prosince 1732, syn Antonína Floriana (1656–1721), 1. manželka princezna Gabriela z Lichtenštejna, 2. manželka hraběnka Marianna z Thunu. 3. manželka hraběnka Marianna Oettingenská ze Spielberku, 4. manželka hraběnka Marianna Kottulinská
kníže Jan Nepomuk Karel (8. července 1724–22. prosince 1748), syn Josefa Jana Adama (1690–1732), manželka hraběnka Marie Josefa z Harrachu, bez potomků.
kníže Josef Václav (9. srpna 1696–10. února 1772), syn Filipa Erasma (1664–1704), manželka princezna Anna Marie z Lichtenštejna, hraběnka z Thunu, bez potomků.
Emanuel (1700–1771, syn Filipa Erasma (1664–1704), bratr Josefa Václava (1696–1772)
kníže František Josef I. (19. listopadu 1726–18. srpna 1781), syn Emanuela (1700–1771), manželka hraběnka Marie Leopoldina ze Šternberka
Karel Boromej Josef (1730–1789), syn Emanuela (1700–1771) a rakouský polní maršál, manželka princezna Marie Eleonora Oettingenská ze Spielberku (1745–1812)
kníže Alois I. Josef (4. května 1759–24. března 1805), syn Františka Josefa I. (1726–1781), manželka vévodkyně Karolína z Manderscheidtu-Blankenheimu, bez potomků.
kníže Jan Josef I. (27. června 1760–20. dubna 1836), syn Franze Josefa I. (1726–1781), manželka vévodkyně Josefa Žofie z Fürstenbergu-Weitry, synové Alois Josef II. (1796–1858), a František Jáchym Josef (1802–1887)
kníže Alois Josef II. (25. května 1796–12. listopadu 1858), syn Jana Josefa I. (1760–1836), manželka hraběnka Františka Kinská, hraběnka z Vchynic a Tetova, synové Jan II. (1840–1929) a František I. (1853–1938)
Karel Jan (1803–1871), syn Jana Josefa I. (1760–1836), manželka Rosalie, hraběnka z Grünu a Schönfeldu, nominován na panovníka Lichtenštejnského knížectví (1806–1813).
František Jáchym Josef (1802–1887, syn Jana Josefa I. (1760–1836), manželka hraběnka Julie Potocká, syn Alfred Alois z Lichtenštejna (1842–1907).

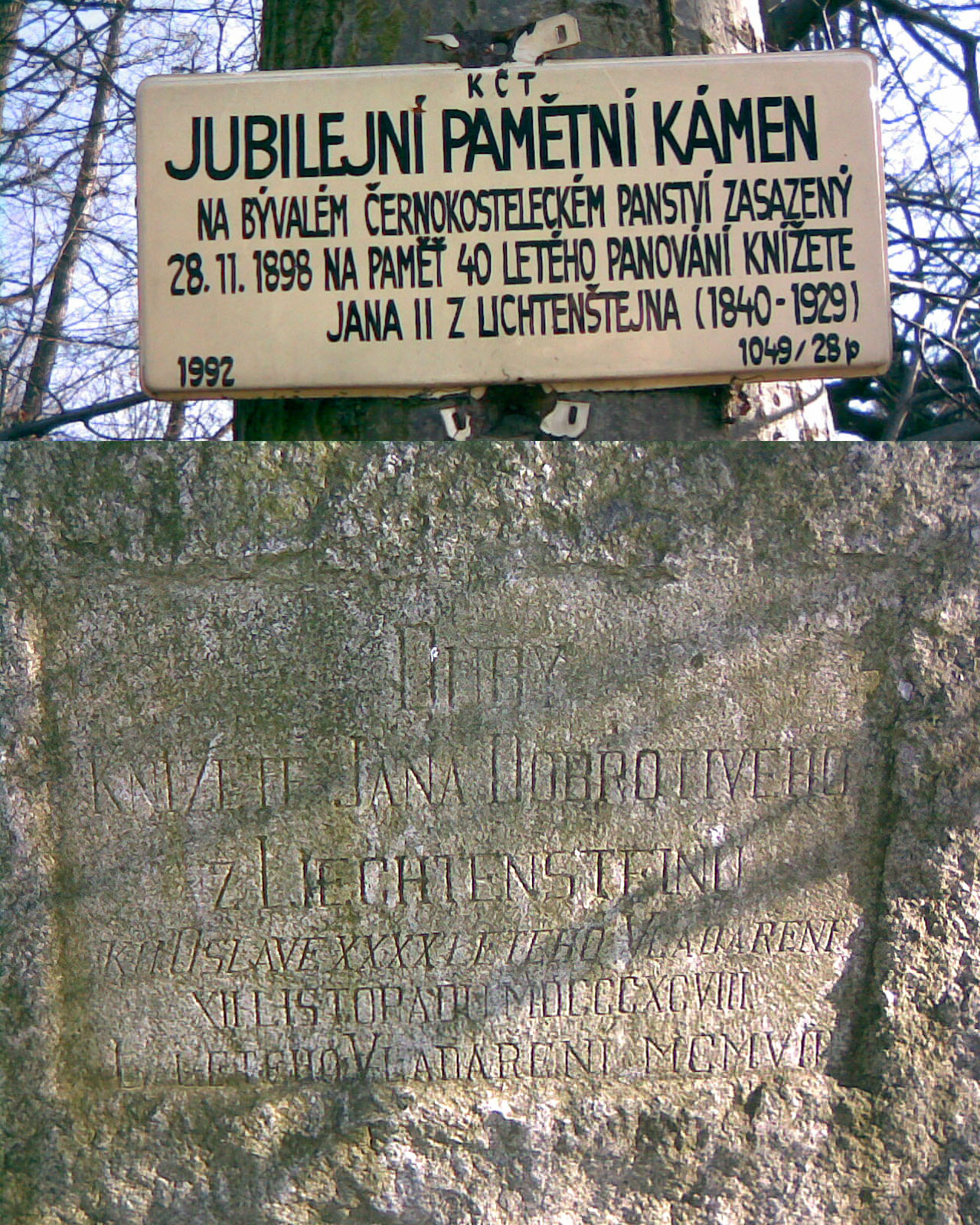
Kámen k 40 letům vlády knížete Jana II. na Černokostelecku

kníže Jan II. (5. října 1840–11. února 1929), syn Aloise Josefa II. (1796–1858), bez potomků.
kníže František I. (28. srpna 1853–25. července 1938), syn Aloise Josefa (1796–1858), manželka Elsa von Gutmann, baronka Erös z Bethenvalva, bez potomků.
Alfred Alois (1842–1907), syn Františka Jáchyma Josefa (1802–1887), manželka Jindřiška z Lichtenštejna, syn Alois (1869–1955).
Alois (1869–1955), syn Alfreda Aloise (1842–1907), manželka rakouská arcivévodkyně Alžběta Amálie, syn František Josef II. (1906–1989).
kníže František Josef (16. srpna 1906–13. listopadu 1989), syn Aloise (1869–1955), manželka Gina Wilczeková, syn Hans (Jan) Adam II. Pius narozen 1945.

## Knížecí rodina 21. století (nejbližší členové)
- Panující kníže a kněžna (panovník a jeho manželka)
  - Dědičný princ a dědičná princezna (syn knížete a jeho manželka)
    - Princ Joseph Wenzel (vnuk knížete)
    - Princezna Marie-Caroline (vnučka knížete)
    - Princ Georg Antonius (vnuk knížete)
    - Princ Nikolaus Sebastian (vnuk knížete)

  - Princ Maxmilián a princezna Angela (syn knížete a jeho manželka)
    - Princ Alfons (vnuk knížete)

  - Princ Konstantin a princezna Marie (syn knížete a jeho manželka)
    - Princ Moritz (vnuk knížete)
    - Princezna Georgina (vnučka knížete)
    - Princ Benedikt (vnuk knížete)

  - Princezna Tatjana (dcera prince)
- Princ Philipp Erasmus a princezna Isabelle (bratr knížete a jeho manželka)
  - Princ Alexander a princezna Astrid (synovec knížete a přivdaná neteř)
    - Princezna Theodora (praneteř knížete)

  - Princ Wenzeslaus (synovec knížete)
  - Princ Rudolf a princezna Tılsım (synovec knížete a přivdaná neteř)
    - Princezna Laetitia (praneteř knížete)
    - Princ Karl Ludwig (prasynovec knížete)
- Princ Nikolaus a princezna Margaretha (bratr knížete a jeho manželka)
  - Princezna Maria-Anunciata (neteř knížete)
  - Princezna Marie-Astrid (neteř knížete)
  - Princ Josef-Emanuel (synovec knížete)
- Markýza vdova z Marino (sestra knížete)

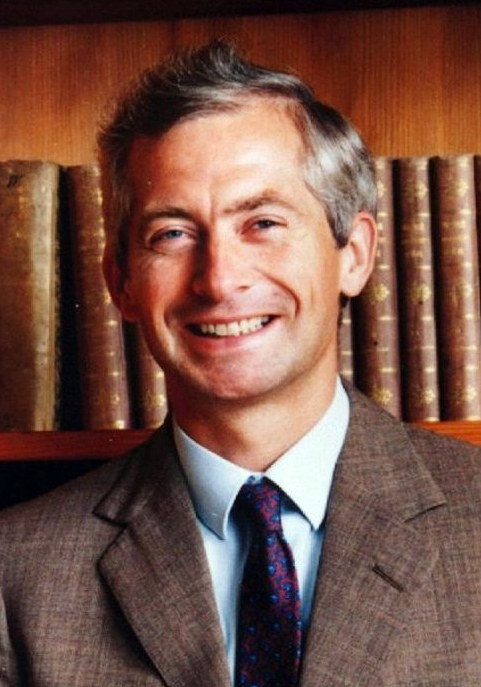
Hans-Adam II., kníže Lichtenštejnský (narozen 1945), současná hlava rodu a suverénní vládce knížectví

## Erb
Původně měli Lichtenštejnove zlato-červený, dělený štít, v 16. století[zdroj?] se objevuje čtvrcený erb s polepšením, od roku 1709[zdroj?] je znak totožný se znakem Lichtenštejnského knížectví: v prvním poli je znak Slezska,ve druhém erb rodové větve Kuenringů, shodný se znakem Saska, ve třetím znak Opavska a ve čtvrtém erb hraběcí rodiny Rietbergů. Mezi 3. a 4. pole je vsunuto pole se znakem Krnovska. Na srdečním štítku je erb Lichtenštejnů.